# Campylotropis
Campylotropis is een geslacht van wantsen uit de familie van de Miridae (Blindwantsen). Het geslacht werd voor het eerst wetenschappelijk beschreven door Odo Reuter in 1904.
Campylotropis is tevens een planten geslacht.

## Soorten
Het genus bevat de volgende soort:

- Campylotropis jakovlevi Reuter, 1904